# Paolo Ruffini (periodista)
Paolo Ruffini, (Palerm, 4 d'octubre de 1956, és un periodista italià. És el primer laic prefecte d'un dicasteri de la Cúria Pontifícia.
Diplomat en dret de la Universitat de Roma La Sapienza, entra l'any 1978 al diari Il Matino el 1978, on de seguida ocupa l'oficina romana. El 1986 esdevingué redactor de política al diari Messaggero. Després de deu anys a aquest diari, comença a treballar a la ràdio Rai i esdevé successivament responsable d'informatius de Rai Radio 1 i després director de Rai Radio 3. Després de l'etapa als diaris i a la ràdio, el 2011 fa el pas a la televisió, al canal privat LA7.
A partir del 2014 és escollit per la Conferència Episcopal Italiana per participar en la seva ràdio i la seva televisió, que són Ràdio InBlu i TV2000, respectivament. El 5 de juliol de 2018 el Papa Francesc el nomena prefecte del Secretariat per a les Comunicacions. És el primer laic en ser prefecte d'un dicasteri.